# Aspelta egregia
Aspelta egregia är en hjuldjursart som beskrevs av Myers 1936. Aspelta egregia ingår i släktet Aspelta och familjen Dicranophoridae. Arten är reproducerande i Sverige. Inga underarter finns listade i Catalogue of Life.